# PostNord-Ligaen
PostNord-Ligaen ist seit 2016 der offizielle Name der dritthöchsten Liga im norwegischen Fußball der Herren. Von 2012 bis 2015 hieß sie Oddsenligaen, von 2010 bis 2011 Fair Play ligaen, von 1991 bis 2010 2. divisjon und von 1963 bis 1990 3. divisjon.
Sie ist die höchstmögliche Liga für die Reservemannschaften der Profiklubs, allerdings sind nur Reservemannschaften der erstklassigen Eliteserie erlaubt.

## Modus
Seit 2017 besteht die PostNord-Liga aus 28 Mannschaften, die in zwei Staffeln aufgeteilt werden. In jeder Staffel spielen die 14 Mannschaften zweimal gegeneinander, einmal zu Hause und einmal auswärts.
Vor 2017 bestand die Liga aus 56 Mannschaften die in vier parallelen Gruppen spielten.

### Aufstieg in die OBOS-Liga
Bis zu drei Mannschaften können in die OBOS-Liga aufsteigen. Die zwei Gruppensieger steigen direkt auf. Eine der zwei zweitplatzierten Mannschaften kann in einem Qualifikationsturnier, an dem auch der Drittletzte der OBOS-Liga teilnimmt, den Aufstieg erringen. Dabei treten erst die zwei PostNord-Liga-Mannschaften in Hin- und Rückspiel gegeneinander an. Der Aufsteiger bzw. Nichtabsteiger wird in zwei Relegationsspielen zwischen den Gewinnern des PostNord-Liga-Duells und der OBOS-Liga-Mannschaft ermittelt.

### Abstieg in die Norsk Tipping-Liga
Die drei letzten Mannschaften der zwei Gruppen steigen ab und werden durch die sechs Gruppensieger der nächstniedrigen Spielklasse, der Norsk Tipping Liga (bis 2016 3. Divisjon genannt) ersetzt.

## Meister der dritten Liga seit 1997
| Saison | Gruppe 1             | Gruppe 2             | Gruppe 3             | Gruppe 4        |
| ------ | -------------------- | -------------------- | -------------------- | --------------- |
| 1997 1 | Kjelsås IL           | Raufoss IL           | Strindheim IL        | Ullern IF       |
| 1998 1 | Clausenengen FK      | Hønefoss BK          | FK Lofoten           | Skjetten SK     |
| 1999 1 | Ham-Kam              | Sandefjord Fotball   | Strindheim IL        | Tromsdalen UIL  |
| 2000 1 | IL Hødd              | FK Mandalskameratene | FK Ørn-Horten        | Aalesunds FK    |
| 2001   | Tollnes BK           | Åsane Fotball        | Manglerud Star       | Lørenskog IF    |
| 2002   | Fredrikstad FK       | Bærum SK             | FK Mandalskameratene | Alta IF         |
| 2003   | Pors Grenland        | Kongsvinger IL       | SK Vard Haugesund    | Tromsdalen UIL  |
| 2004   | FK Tønsberg          | Follo FK             | Løv-Ham IL           | Alta IF         |
| 2005   | Sarpsborg 08 FF      | Manglerud Star       | FK Haugesund         | Tromsdalen UIL  |
| 2006   | Notodden FK          | Skeid Oslo           | FK Mandalskameratene | Raufoss IL      |
| 2007   | Nybergsund IL-Trysil | IL Hødd              | Sandnes Ulf          | Alta IF         |
| 2008   | Mjøndalen IF         | Skeid Oslo           | Stavanger IF Fotball | Tromsdalen UIL  |
| 2009   | Strømmen IF          | Follo Fotball        | Sandnes Ulf          | Ranheim Fotball |
| 2010   | Asker Fotball        | IL Hødd              | Randaberg IL         | Ham-Kam         |
| 2011   | Ullensaker/Kisa IL   | Bærum SK             | Notodden FK          | Tromsdalen UIL  |
| 2012   | Elverum Fotball      | Kristiansund BK      | SK Vard Haugesund    | Follo FK        |
| 2013   | Bærum SK             | Alta IF              | Nest-Sotra IL        | Tromsdalen UIL  |
| 2014   | FK Jerv              | Levanger FK          | Åsane Fotball        | Follo FK        |
| 2015   | KFUM Oslo            | Raufoss IL           | Ullensaker/Kisa IL   | Kongsvinger IL  |
| 2016   | Tromsdalen UIL       | Elverum Fotball      | Florø SK             | Arendal Fotball |
| 2017   | Ham-Kam              | Nest-Sotra IL        |                      |                 |
| 2018   | Raufoss IL           | Skeid Oslo           |                      |                 |
| 2019   | IL Stjørdals-Blink   | Grorud IL            |                      |                 |
| 2020   | Fredrikstad FK       | Bryne FK             |                      |                 |
| 2021   | Kongsvinger IL       | Skeid Oslo           |                      |                 |
| 2022   | Moss FK              | IL Hødd              |                      |                 |
| 2023   | Egersunds IK         | Levanger FK          |                      |                 |
| 2024   | IL Hødd              | Skeid Oslo           |                      |                 |